# Георги Раковски (улица в София)
„Георги Раковски“, известна и като „Раковска“, e основна улица в София.
Преминава през централните части на града. На север започва от ул. „Козлодуй“, пресича една от основните пътни артерии на София булевард „Сливница“, а на юг достига до булевард „Евлоги Георгиев“.
„Раковски“ преминава покрай забележителности на София като Храм-паметника „Свети Александър Невски“, Централния военен клуб, а между площад „Славейков“ и булевард „Княз Дондуков“ на улицата или в непосредствена близост до нея са разположени много от театрите в София, поради което е наричана „театралната улица“:
- Общински театър „Възраждане“
- Сатиричен театър „Алеко Константинов“
- Учебен куклен театър при НАТФИЗ
- Учебен драматичен театър при НАТФИЗ
- Смешен театър
- Столичен куклен театър
- Народен театър „Иван Вазов“
- Театър 199
- Театър „Сълза и смях“
- Театър „Българска армия“
- Национална опера и балет

На тази улица (или непосредствено до нея) се намират и някои министерства: Министерство на икономиката и енергетиката, Министерство на финансите. В периода 1920 – 1978 на Раковски 114 се намирал и ректоратът на Университета за национално и световно стопанство в София, същата сграда се използва от НАТФИЗ.